# Hypena vestita
Hypena vestita là một loài bướm đêm trong họ Erebidae.